# Neozoanthus uchina
Neozoanthus uchina Reimer, Irei & Fujii, 2012 è un  esacorallo della famiglia Neozoanthidae.

## Distribuzione e habitat
La specie è diffusa nelle barriere coralline delle isole Ryukyu (Giappone).